# 準同型
代数学において、二つの代数系が準同型（じゅんどうけい、homomorphic）であるとは、それらの間に数学的構造を保つ写像である準同型写像（じゅんどうけいしゃぞう、homomorphism) があることを意味する。
構造がまったく同じであることを表すときは、代わりに同型（どうけい、isomorphic）および同型写像（どうけいしゃぞう、isomorphism）という術語を用いる。
構造により、等長・等距、同相や射型などといった特定の術語が用いられることがある。

## 定義と概要
準同型写像とは、同類の二つの代数系（二つのベクトル空間や、二つの群など）の間の写像で、演算の構造を保つものを言う。
すなわち、同類の二つ代数系の集合{\displaystyle A}, {\displaystyle B}で、{\displaystyle \cdot } を二つの系の演算（簡単のためここでは二項演算とする。)とすると、その間の準同型写像{\displaystyle f:A\to B}とは、任意の{\displaystyle A}の要素{\displaystyle x}, {\displaystyle y}について、 
{\displaystyle f(x\cdot y)=f(x)\cdot f(y)}
が成立する写像のことである。
より一般的に、{\displaystyle A}, {\displaystyle B}に定義された演算{\displaystyle \mu }の引数が{\displaystyle k}個ならば、準同型写像{\displaystyle f:A\to B}は、{\displaystyle A}の任意の要素{\displaystyle a_{1},...,a_{k}}に対して
{\displaystyle f(\mu _{A}(a_{1},\ldots ,a_{k}))=\mu _{B}(f(a_{1}),\ldots ,f(a_{k})),}
となる写像である。また、準同型写像は通常単射とは限らない。

さらに厳密には、
{\displaystyle A}を台集合として、代数的構造{\displaystyle R}をもつ代数系を{\displaystyle (A,R)}と記す。{\displaystyle R=\{\alpha _{\lambda }\}_{\lambda \in \Lambda }}
は定義された個々の演算
{\displaystyle \alpha _{\lambda }\colon \underbrace {A\times \cdots \times A} _{I_{\lambda }}\to A}
を要素に持つ集合である。同類である二つの代数系 {\displaystyle (A,R)}、{\displaystyle (B,S)}（{\displaystyle S=\{\beta _{\lambda }\}_{\lambda \in \Lambda }}） に対し、準同型写像{\displaystyle (f,F):(A,R)\to (B,S),(F=\{f_{\lambda }\}_{\lambda \in \Lambda })} とは、R, S 間で対応する演算 αλ, βλ を可換にする写像 fλ を引き起こすものをいう。つまり
{\displaystyle f\circ \alpha _{\lambda }=\beta _{\lambda }\circ f_{\lambda },\quad {\Bigg (}f_{\lambda }((x_{i})_{i\in I_{\lambda }}):=(f(x_{i}))_{i\in I_{\lambda }}{\Bigg )}}
となる写像の組 (f, F) を準同型写像と呼ぶのである。ここで、αλ, βλ は |Iλ| 項演算であるものとする。通常は (f, F): (A, R) → (B, S) を単に準同型 f: A → B と略記する。
重要なことは、A の演算と B の演算とが台集合上の写像 f のみで一対一に対応させることができるということである。これを、f は構造を保存 (structure preserving) する、構造と両立 (compatible with structure) する、構造と可換 (commute with structure) であるなどといい表す。これにより、A における演算が f で B に移されると考えることができる。特に、準同型写像 f: A → B が与えられたとき、その像 f(A) は B の部分代数系となる。このとき一般には、像 f(A) はもとの代数系 A からある程度 "つぶれている" ため、像 f(A) から直接にもとの代数系 A の様子を知ることは完全にはできないのであるが、この潰れ具合は準同型の核と呼ばれる同値関係によって推し量ることができ、それによってもとの代数系 A を復元することができる。一方、準同型 f が単射であれば A は B にその構造まで込めて埋め込まれる。ゆえに、単射な準同型をしばしば埋め込み（うめこみ、embedding）と呼ぶ。なお、単射な準同型、全射な準同型はそれぞれ単準同型（たんじゅんどうけい、injective homomorphism, monomorphism）、全準同型（ぜんじゅんどうけい、surjective homomorphism, epimorphism）とも言われる。
準同型写像 f が逆写像 f−1 を持ち、なおかつ f−1 もまた準同型であるとき、f は同型写像あるいは単に同型であるという。f が同型ならば f−1 も同型である。ある数学的構造を持つ二つの集合 A, B の間に準同型写像が存在するとき、A と B とは準同型であるといい、さらに同型写像が存在するとき同型であるという。互いに同型な集合はその構造に関しては同じものとみなすことができる。
体の準同型（単位元を持つ環としての準同型）は常に単射であり、かつ零射でないのでその像と元の体は同型になる。ゆえに体の場合は準同型といわず中への同型 (isomorphic into) とよび、さらに全射ならば上への同型 (isomorphic onto) であるという。また、群や環の準同型、ベクトル空間の線型写像（環上の加群としての準同型）は全単射ならば同型である。
まったく同じ写像でも、ある構造に注目したときは準同型を与えるけれども、始域・終域にさらに構造をいれたり、他の構造を持つ集合と見たりしたときには準同型でないことがありうる。したがって、同時にいくつもの構造を併せ持つ集合たちの間の準同型を扱う時には、それがどの構造と可換であるかをはっきりさせる必要が生じる。

## 諸定義

### 自己同型群・自己準同型環
代数系 (A, R) に対し、始域と終域が同じ A である準同型写像 f: A → A は A 上の自己準同型（じこじゅんどうけい、endomorphism）であると言い、さらに f が同型写像であるときには A 上の自己同型（じこどうけい、automorphism）と呼ばれる。 A 上の自己同型の全体 Aut(A) は写像の合成を二項演算と考えれば、恒等写像 idA を単位元とし、逆写像を逆元とする群を成す。これを A 上の自己同型群と呼ぶ。
また、G が群であるとき、G 上の自己準同型 f, g に対し、f(x)g(y) = g(y)f(x) がどんな x, y ∈ G に対しても成り立つなら f と g は加法可能であると言い、(f + g)(x) := f(x)g(x) (x ∈ G) と置く。特に、G がアーベル群なら G 上の自己準同型の全体 End(G) で加法が定義され、さらに写像の合成を積として End(G) は環となる。これを G 上の自己準同型環という。

## 例

### マグマの準同型
集合 M と M のなかで閉じたひとつの二項演算 α: M × M → M が与えられている代数系 (M, α) をマグマと言う。M の二つの元 x, y に対し、(x, y) の α による像を xαy と記すことにすると、二つのマグマ (M, α), (N, β) の間の準同型 f: M → N とは
{\displaystyle f(x\alpha y)=f(x)\beta f(y)}
となる写像 f: M → N である。

### 群準同型
群は積と呼ばれる二項演算 × を持ち、積に関する単位元 1G の存在という 0 項演算、積に関する逆元をとる単項演算 ·−1 の三つの演算を持つ代数系である。したがって、二つの群 G = (G, ×, 1G, ·−1), H = (H, ×′, 1H, ·−1) の間の準同型 f: G → H は条件
1. {\displaystyle f(x_{1}\times x_{2})=f(x_{1})\times 'f(x_{2})\quad (x_{1},\,x_{2}\in G),}
2. {\displaystyle f(1_{G})=1_{H},}
3. {\displaystyle f(x^{-1})=f(x)^{-1}\quad (x\in G)}

を満たすものである。ただし、条件 1 は後の条件 2, 3 を導くため、群の準同型は条件 1 のみによって定義されると考えてよい。また、しばしば (G, ×, 1G, ·−1) を (G, ×) と略記する。
正の実数全体 R+ が乗法に関して成す群 (R+, ×) と実数全体 R が加法に関して成す群 (R, +) を考えるとき、対数関数 log は
{\displaystyle \log(a\times b)=\log(a)+\log(b)}
を満たす。ゆえに log: R+ → R は準同型の例を与える。

### 線型写像
体 K 上のベクトル空間 V とは、加法と呼ばれる二項演算 + とスカラー倍と呼ばれる単項演算族 {αk: V → V}k∈K (αk(v) := kv for v ∈ V) を演算として持つ代数系 (V, +, 0, −·, {αk}k∈K) である（ここで、0 は加法に関する単位元（零元）であり, −· は加法に関する逆元（マイナス元）を与える単項演算であるが、加法に関して V は群となるのでこれを略して (V, +, {αk}k∈K) と考えてもよい）。また、スカラー倍の全体からなる単項演算族は体 K から V の加法群としての自己準同型環 End(V) への単位的環としての準同型像として得られるものである。
二つのベクトル空間 (V, +, {αk}k∈K), (W, +′, {βk}k∈K) (βk: W → W; βk(w) := kw for k ∈ W) の間の準同型 f: V → W は
- {\displaystyle f(v_{1}+v_{2})=f(v_{1})+'f(v_{2})\quad (v_{1},\,v_{2}\in V),}
- {\displaystyle f(kv)=f(\alpha _{k}(v))=\beta _{k}(f(v))=kf(v)\quad (v\in V)}

を満たすものである。ベクトル空間（あるいはもっと一般の環上の加群）の間の準同型写像のことを通常は、線型写像と呼ぶ。

## 代数的構造以外の構造
位相群や順序体など、代数的構造以外に付加的な構造を持つ代数系において準同型写像と呼ぶべきものは、単に抽象代数系としての準同型になっているということだけではなく、付加された構造をも考慮したものをとるのが普通である。
たとえば位相空間の構造を持つならば準同型は連続写像である。同型写像に当たるものは全単射かつ両連続な写像であり、それは同相写像 (homeomorphism) あるいは位相同型写像 (homeomorphic isomorphism) と呼ばれる。同様に、順序構造が付加されている代数系の準同型は単調写像（順序を保つ写像・順序を逆にする写像）であり、同型写像は全単射な単調写像、順序同型（順序を保つ同型・順序を逆にする同型）と呼ばれる性質を持つものを言うのである。また一方で、単なる集合を演算を持たない代数系と思えば、その間の準同型は単に写像であるということになるし、集合の中に特定の点（基点）を固定して構造として付加したものと考えるなら、基点を持つ集合の間の準同型は、基点を基点にうつす写像である。
これらの付加的な構造のいくつかは、台集合（にいくつか集合演算を施したもの）のある性質を保つ部分集合族として構造が特徴付けられ、したがって台集合上の写像に対して構造の上の写像が引き起こされるという状況を考えうるところは代数系における演算と同様である。この引き起こされた写像が適当な意味で構造を保つ、構造と可換であるということが準同型と呼ばれることのある所以である。本質的には、準同型写像とは特定の数学的構造のなす圏における射 (morphism) になっているような写像のことであると言ってよい（もちろん一般の圏ではその対象は集合とは限らないし、その射が写像であるとも限らない）。準同型を射のことととらえるならば代数系に考察を限る必要はない。